# Miagrammopes alboguttatus
Miagrammopes alboguttatus là một loài nhện trong họ Uloboridae.
Loài này thuộc chi Miagrammopes. Miagrammopes alboguttatus được Frederick Octavius Pickard-Cambridge miêu tả năm 1902.